# Guglielmo Massaia
Guglielmo Massaia, al secolo Lorenzo Antonio Massaia (Piovà, 8 giugno 1809 – San Giorgio a Cremano, 6 agosto 1889), è stato un cardinale e arcivescovo cattolico italiano.

## Biografia
Nato a Piovà – in provincia di Asti e oggi Piovà Massaia – nel 1809, frequentò il seminario del Collegio Reale di Asti, diventando frate cappuccino l'8 settembre 1826 presso Madonna di Campagna con il nome di Guglielmo, in onore del fratello maggiore, parroco.
Fu ordinato sacerdote nel 1832.
Divenuto cappellano dell'Ospizio Mauriziano di Torino, apprese nozioni di medicina e chirurgia; fu assistente spirituale di Vittorio Emanuele II e dello scrittore Silvio Pellico; decise poi di andare missionario in Etiopia.

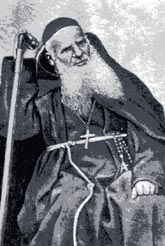
Guglielmo Massaia

Nel 1846 fu nominato vicario apostolico da papa Gregorio XVI; la popolazione etiopica dei Galla, presso la quale doveva svolgere il vicariato, era stanziata nelle aree meridionali dell'Etiopia e Guglielmo dovette risalire il Nilo e attraversare il deserto per raggiungerla. Impiegò quasi quattro anni a raggiungere la zona assegnatagli, e vi passò 35 anni di missione.
Il suo apostolato vide quattro pellegrinaggi in Terra santa, prigionie ed esilii, ma riuscì a fondare diverse missioni, centri assistenziali e compose il primo catechismo in lingua galla.
Si adoperò alle cure endemiche, contro il vaiolo soprattutto, prendendo il soprannome "Padre del Fantatà" (Signore del vaiolo); favorisce spedizioni diplomatiche e scientifiche.
Fu decorato grand'ufficiale dell'Ordine mauriziano dal re Umberto I. Consigliere di Menelik II, re dello Scioa, è il fondatore della Missione di Finfinnì, luogo in cui sorse poi Addis Abeba (Nuovo Fiore), divenuta capitale dell'Etiopia nel 1889. L'imperatore Giovanni IV, intollerante del suo prestigio, lo esiliò il 3 ottobre 1879.
Nel 1881 fu nominato arcivescovo; nel 1884 papa Leone XIII lo elevò al rango di cardinale nel concistoro del 10 novembre.
Morì nella Villa Amirante a San Giorgio a Cremano, sulla facciata della quale è attualmente posta una lapide in sua memoria. Fu tumulato nella chiesa di San Francesco d'Assisi di Frascati, dove aveva vissuto l'ultimo decennio in estrema povertà.
Nel 1914 è iniziato il processo di beatificazione. Il 2 dicembre 2016 la Congregazione delle cause dei santi ha promulgato il decreto riguardante le sue virtù eroiche, riconoscimento a cui è associato il titolo di venerabile.
Il materiale da lui raccolto in Africa orientale costituisce la parte più importante dei reperti custoditi dal Museo Etiopico di Frascati. Sulla sua seconda missione etiopica è basato il film Abuna Messias di Goffredo Alessandrini del 1939.

## Genealogia episcopale e successione apostolica
La genealogia episcopale è:
- Cardinale Scipione Rebiba
- Cardinale Giulio Antonio Santori
- Cardinale Girolamo Bernerio, O.P.
- Arcivescovo Galeazzo Sanvitale
- Cardinale Ludovico Ludovisi
- Cardinale Luigi Caetani
- Cardinale Ulderico Carpegna
- Cardinale Paluzzo Paluzzi Altieri degli Albertoni
- Papa Benedetto XIII
- Papa Benedetto XIV
- Papa Clemente XIII
- Cardinale Bernardino Giraud
- Cardinale Alessandro Mattei
- Cardinale Pietro Francesco Galleffi
- Cardinale Giacomo Filippo Fransoni
- Cardinale Guglielmo Massaia, O.F.M.Cap.

La successione apostolica è:
- Vescovo Giustino Sebastiano Pasquale de Jacobis, C.M. (1849)
- Vescovo Felicissimo Cocino, O.F.M.Cap. (1859)
- Vescovo Louis-Taurin Cahagne, O.F.M.Cap. (1875)

## Riconoscimenti
- Il paese di Piovà, nel 1940, aggiunse Massaia al proprio nome in onore del cardinale, divenendo Piovà Massaia.
- Gli è stato dedicato un teatro di Torino, nella via che porta il suo nome (nel quartiere di Madonna di Campagna)[5], via dove sorge il convento dei Cappuccini nel quale studiò.
- Il nuovo ospedale civile di Asti è intitolato al cardinale.

## Opere
- I miei trentacinque anni di Missione in Alta Etiopia, Roma-Milano, 1885-1895. disponibile per il download su Internet Archive Vol. 1-4 Vol. 5-8 Vol. 9-12
- Guglielmo Massaja, Missione e viaggi nell'Abissinia 1857, originale alla Biblioteca Pubblica Bavarese
- Guglielmo Massaja, Lectiones grammaticales Lectiones grammaticales pro missionariis qui addiscere volunt linguam Amaricam, seu vulgarem Abyssiniae, nec non et linguam oromonicam, seu populorum Galla nuncupatorum, Typographeo Imperiali, 1867, originale alla Biblioteca Pubblica Bavarese